# Zbigniew Rybczyński
Zbigniew Rybczyński (Łódź, 27 de janeiro de 1949) é um diretor de cinema, roteirista e cinegrafista polonês. Após dirigir uma série de curtas-metragens na Polônia, incluindo Tango (1981) — vencedor do Oscar de Melhor Curta-Metragem de Animação —, imigrou para os Estados Unidos e passou a dirigir vídeos musicais para artistas como Simple Minds, Pet Shop Boys, Missing Persons e Mick Jagger; em 1986, foi o responsável por filmar um novo videoclipe para o tema "Imagine", interpretado por John Lennon. Durante a cerimônia do MTV Video Music Awards de 1986, foi contemplado com o Michael Jackson Video Vanguard Award em "honra às suas realizações na arte dos videoclipes e profundo impacto causado na cultura popular".